# آئنیاس و پدرش در حال فرار از تروآ
آئنیاس و پدرش در حال فرار از تروآ (انگلیسی: Æneas and His Father Fleeing Troy) یک اثر نقاشی در حدود ۱۶۳۵ توسط هنرمند فرانسوی سیمون ووئه که این اثر هنری بخشی از مجموعه موزه هنر سن دیگو است.